# خطوط بيغاسوس
خطوط بيغاسوس الجوية (بالتركية: Pegasus Hava Taşımacılığı A.Ş)‏ وهي شركة طيران منخفضة التكلفة، يقع مقرها الرئيسي في بنديك، إسطنبول، تركيا. وقد كانت سابقا في شركة الطيران العارض في شراكة مع إير لينغوس الأيرلندية، والآن تسيطر عليها بالكامل شركة بيغاسوس إيسا القابضة.

البلدان التي تعمل فيها بيغاسوس (مارس 2023)

## اتفاقية الرمز المشترك
لدى خطوط بيغاسوس اتفاقية الرمز المشترك مع الشركات التالية:
- خطوط دلتا الجوية[6]
- طيران ناس
- إيتا (شركة طيران)[7]
- الخطوط الجوية الملكية الهولندية
- النيل للطيران[6]
- الخطوط الجوية القطرية[6]

## الأسطول

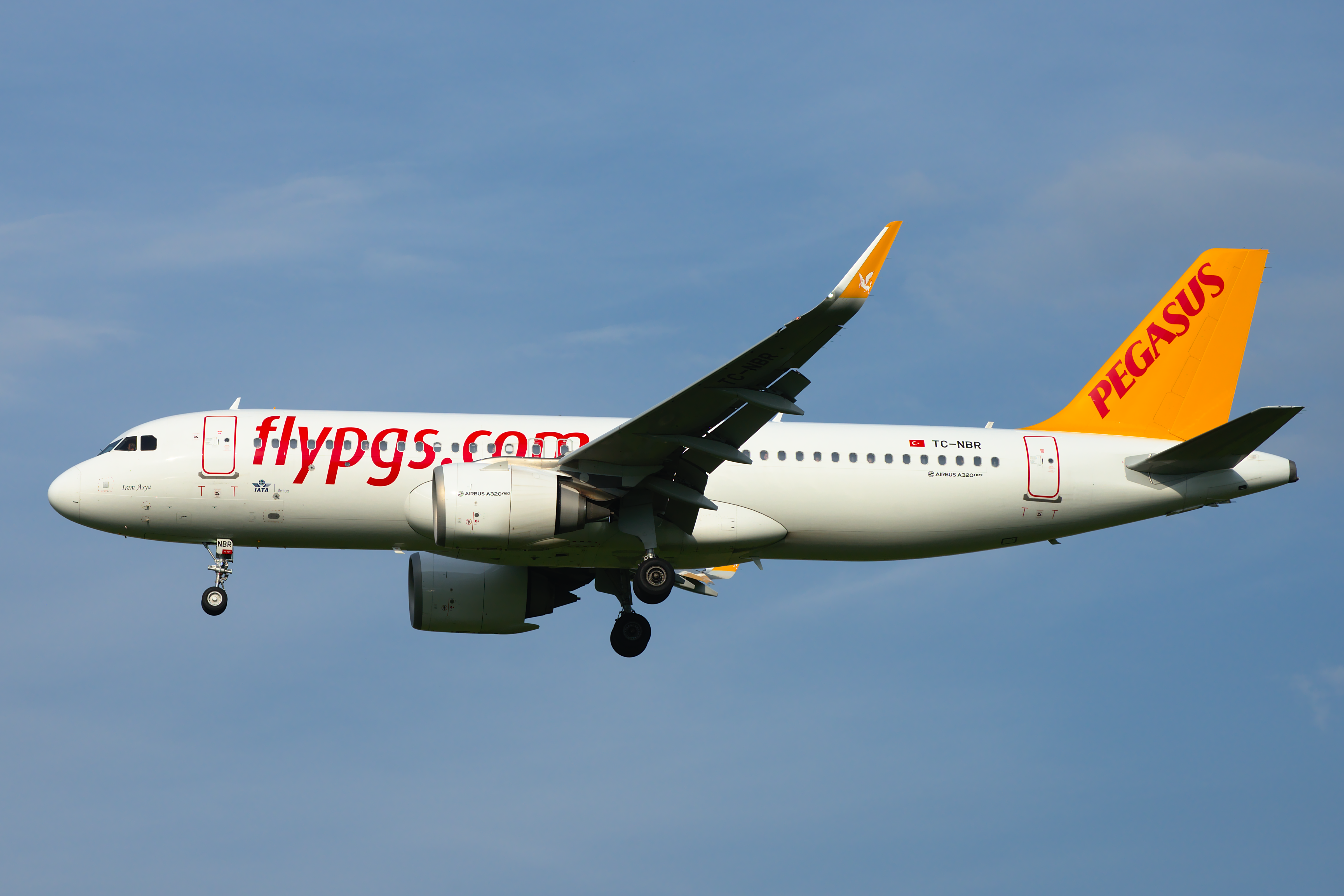
طائرة إيرباص إيه 320 نيو

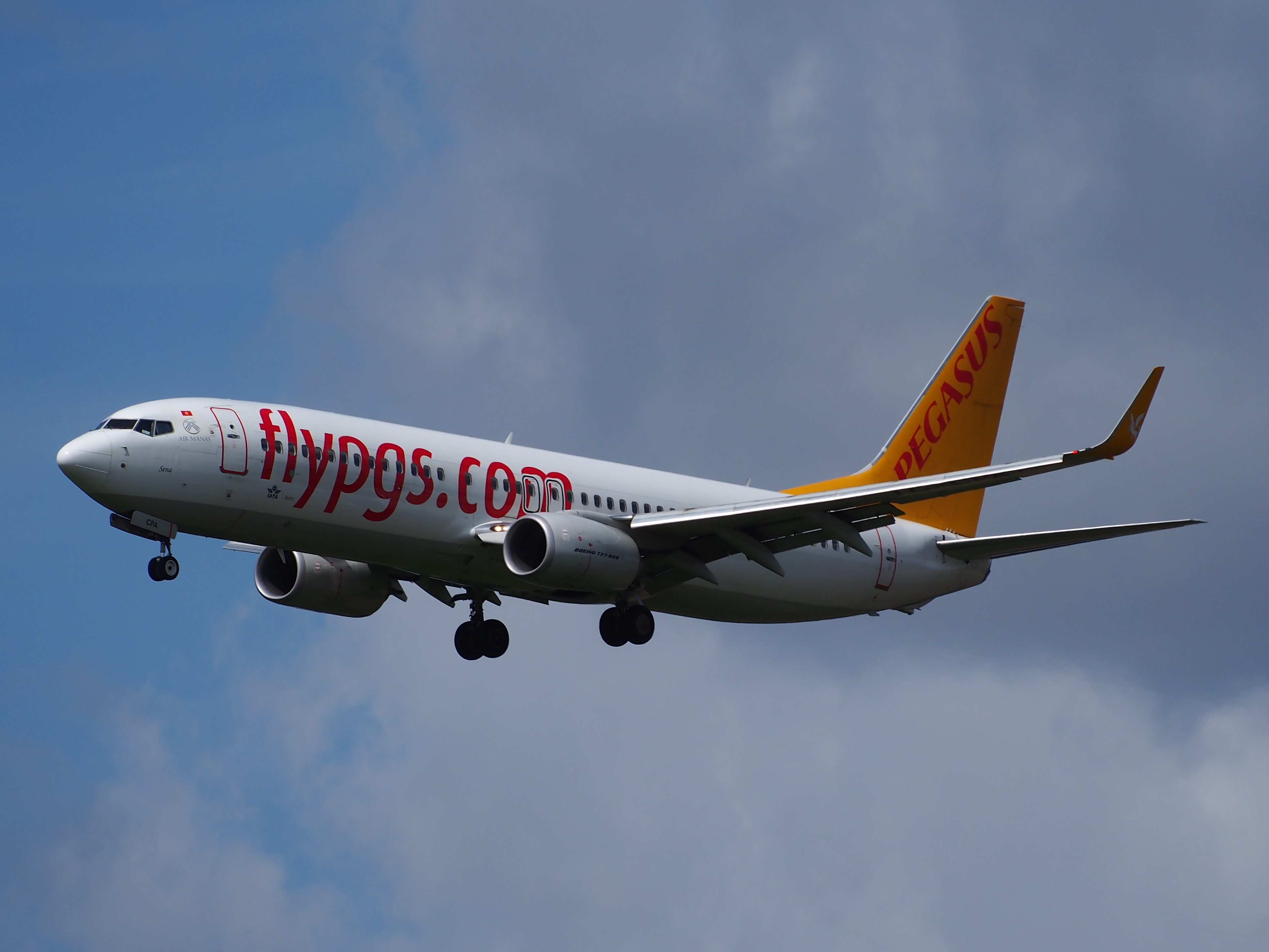
طائرة بوينغ 737 الجيل القادم

### الأسطول التاريخي
اعتبارًا من نوفمبر 2022، يتكون أسطول خطوط بيغاسوس الجوية من الطائرات التالية:
| الطائرة                  | في الخدمة | مطلوبة | الركاب | ملاحظات                                               |  |
| ------------------------ | --------- | ------ | ------ | ----------------------------------------------------- |  |
| إيرباص إيه 320           | 7         | —      | 180    |                                                       |  |
| عائلة إيرباص إيه 320 نيو | 46        | —      | 186    |                                                       |  |
| عائلة إيرباص إيه 320 نيو | 25        | 47     | 239    |                                                       |  |
| Boeing 737-800           | 17        | —      | 189    | سيتم التخلص التدريجي من جميع الطائرات بحلول عام 2025. |  |
| المجموع                  | 95        | 47     |        |                                                       |  |

- إيرباص إيه 300
- بوينغ 737-300
- بوينغ 737-400
- بوينغ 737-500